# Landkreis Lauterbach
Landkreis Lauterbach is een voormalig Landkreis in Hessen. Het heeft bestaan van 1852 tot en met 1972.
Lauterbach behoorde tot de provincie Opper-Hessen in het Groothertogdom Hessen, vanaf 1919 de Volksstaat Hessen. In 1938 werd het met enige gemeenten uit het Landkreis Schotten uitgebreid.
Na de oprichting van Groot-Hessen in 1945 behoorde het Landkreis tot het Regierungsbezirk (regio) Darmstadt. Vanaf 1 augustus 1972 is Lauterbach samen met het naburige  Landkreis Alsfeld opgegaan in het Vogelsbergkreis.